# Veolia
Veolia Environnement S.A., con el nombre de Veolia, es una empresa multinacional francesa con actividades en tres áreas principales servicios que tradicionalmente administran las autoridades públicas: gestión del agua, gestión de residuos y servicios energéticos. Anteriormente, también gestionaba los servicios de transporte a través de su filial Veolia Transport (más tarde Transdev) hasta enero de 2019. En 2012, Veolia empleaba a 318,376 empleados en 48 países. Sus ingresos en ese año se registraron en 29.400 millones de euros. Se cotiza en Euronext París. Tiene su sede en Aubervilliers.
Entre 1998 y 2003, la compañía fue conocida como Vivendi Environnement, ya que se separó del conglomerado Vivendi, y la mayoría del resto se convirtió en Vivendi. Antes de 1998, Vivendi era conocida como Compagnie Générale des Eaux.
En 2014, después de una importante reestructuración, la compañía adoptó el nombre de Veolia sin compañía en todos sus negocios.

## Historia

### 1853–1997: Compagnie Générale des Eaux
El 14 de diciembre de 1853, una compañía de agua llamada Compagnie Générale des Eaux (CGE) fue creada por un decreto imperial de Napoleón III. En 1853, CGE obtuvo una concesión para suministrar agua al público en Lyon, sirviendo en esta capacidad durante más de cien años. En 1860, obtuvo una concesión de 50 años con la Ciudad de París.
Durante cien años, Compagnie Générale des Eaux se mantuvo en gran medida centrada en el sector del agua. Sin embargo, tras el nombramiento de Guy Dejouany como CEO en 1976, CGE extendió sus actividades a otros sectores con una serie de adquisiciones.

#### Adquisición de CGEA y CGC
A partir de 1980, CGE comenzó a diversificar sus operaciones de agua a gestión de residuos, energía, servicios de transporte y construcción y propiedades. Lo hizo adquiriendo:
- Compagnie générale française des Transports et entreprises (CGFTE), creada a partir de la Compagnie Générale Française de Tramways (CGFT) (fundada originalmente en 1875) en 1953. Fue absorbida por CGEA Transport (más tarde Connex).[3][5]
- Compagnie Générale d'Entreprises Automobiles (CGEA), que se especializó en vehículos industriales y luego se dividió en dos ramas: la división de transporte se convirtió en Connex en 1999 y los servicios ambientales y de gestión de residuos se convirtieron en Onyx Environnement en 1989. CGEA se creó en 1912.[6]
- Compagnie Générale de Chauffe (CGC) (y también más tarde el grupo Montenay en 1986), con estas compañías que luego se convirtieron en la división de Servicios Energéticos de CGE, y más tarde renombraron "Dalkia" en 1998. CGC se creó en 1935.[6]

#### Otros sectores empresariales
La expansión de CGE en la comunicación comenzó con el establecimiento de Canal+ en 1983, el primer canal de televisión de pago en Francia. Esta expansión se aceleró después de que Jean-Marie Messier sucediera a Guy Dejouany el 27 de junio de 1996. En 1996, CGE creó a Cegetel para aprovechar la desregulación del mercado francés de telecomunicaciones en 1998, acelerando el movimiento hacia el sector de los medios de comunicación que culminaría en el 2000, en Vivendi Universal y Vivendi Environment.

### 1998-2003: Vivendi
En 1998, CGE cambió su nombre a "Vivendi" y vendió sus divisiones de propiedad y construcción al año siguiente. Vivendi Environnement se formó en 1999 para consolidar sus divisiones ambientales. Sus divisiones en la formación de Vivendi Environment fueron:
- Vivendi Water (solo renombrado en 1999)
- Dalkia (originalmente CGC y ya renombrado desde 1998)
- Onyx Environnement (Originalmente parte de CGEA y ya branded desde entonces 1989)
- Connex (parte restante de CGEA)

Vivendi pasó a cotizar en la Bolsa de Nueva York (como "V"), y en diciembre anunció una importante fusión con Canal + y Seagram, el dueño de la compañía cinematográfica Universal Studios, para convertirse en Vivendi Universal y ahora llamada Vivendi.
En julio de 2000, Vivendi Environnement se vendió a través de IPO en París y luego en Nueva York en octubre de 2001. Inicialmente, Vivendi Universal retuvo una participación del 70% en Vivendi Environnement en 2000, pero en diciembre de 2002, se redujo al 20,4%. En 2003, Vivendi Environnement pasó a llamarse Veolia Environnement.

### 2003-presente: Veolia
Como resultado de la escisión de Vivendi Environnement de su matriz Vivendi en 2002, en 2003, Vivendi Environnement pasó a llamarse Veolia Environnement. En 2005, se estableció el nombre "Veolia" como marca paraguas para todas las divisiones del Grupo (agua, servicios ambientales, servicios de energía y transporte) y se creó un nuevo logotipo. Los nombres de las divisiones en el momento del cambio de marca eran:
- Veolia Water (originalmente Vivendi Water)
- Dalkia (sin cambio de nombre, pero se convirtió en una empresa conjunta con Électricité de Francia (EDF) en 2000)
- Veolia Environmental Services (originalmente Onyx Environnement)
- Veolia Transport (originalmente Connex)

En noviembre de 2009, Antoine Frérot se convirtió en presidente y consejero delegado del Grupo tras suceder a Henri Proglio, que ha sido nombrado consejero delegado de Électricité de France. El cambio ha sido parte de un gran escándalo político-financiero en Francia ya que Proglio mantuvo puestos ejecutivos -y el salario posterior- en ambas compañías hasta que las críticas públicas lo obligaron a renunciar a sus ingresos de Veolia.
Su división Veolia Water sigue siendo el mayor operador privado de servicios de agua del mundo.
En marzo de 2011, la empresa anunció la formación de Veolia Transdev, resultado de la combinación de su filial de transporte Veolia Transport con Transdev, filial de Caisse des Dépôts. Veolia Transdev es el líder mundial del sector privado en movilidad sostenible con más de 110.000 empleados en 28 países.
En julio de 2011, en medio de unos resultados financieros decepcionantes, la empresa anunció el lanzamiento de nuevos planes de reestructuración y reasignación de activos y negocios. En diciembre de 2011, Veolia anunció un programa de desinversión de 5.000 millones de euros durante el período 2012-2013. La empresa comprendería solo tres divisiones (Agua, Servicios Ambientales y Servicios Energéticos). Se cederían las empresas de transporte Veolia Transdev. Veolia vendió una participación del 20% de Veolia Transdev (ahora llamada Transdev) a Caisse des Dépôts en diciembre de 2016 y siguió teniendo una participación del 30%. En enero de 2019, la participación del 30% se vendió al Grupo Rethmann, propietario de Rhenus.

## Operaciones

### Agua
Veolia Water es el líder mundial en servicios de agua. Maneja servicios de agua y aguas residuales para clientes del sector público y de diversas industrias. También crea y construye la tecnología y la infraestructura necesarias. En 2012, Veolia Water empleaba a 89.094 personas y registró unos ingresos de 12.078 millones de euros. El 37,2% de sus ingresos procede de Francia, el 30,2% de otros países europeos, el 8,8% de América, el 16,2% de Asia y el 7,6% de África y Oriente Medio. Este.
Veolia Water pasó a llamarse Vivendi Water en 2005, que pasó a llamarse división de agua CGE en 1999.
En Latinoamérica opera en Colombia bajo el modelo de convenio en conjunto con la alcaldía en la ciudad de Tunja (Boyacá) como la empresa que presta el servicio de aguas de acueducto y alcantarillado bajo el eslogan "Veolia, Aguas de Tunja".

### Gestión de residuos
Veolia Environmental Services opera servicios de gestión de residuos en todo el mundo, incluido el tratamiento de residuos líquidos y sólidos peligrosos y no peligrosos. También se ocupa de la recogida y reciclaje de residuos.
Veolia Environmental Services formaba originalmente parte de CGEA, creada en 1912 y adquirida por CGE en 1980. Pasó a llamarse Onyx Environnement en 1989 y luego nuevamente a Veolia Environmental Services en 2005.

### Energía
En 1998, la división de servicios energéticos de la CGE, originalmente Compagnie Générale de Chauffe/Groupe Montenay antes de 1995, pasó a llamarse Dalkia. Dirigió el negocio como una empresa conjunta con Électricité de France (EDF) desde 2000 hasta 2014, cuando compró la totalidad de las operaciones internacionales de Dalkia y EDF compró sus operaciones francesas. Los servicios de la compañía incluyen el mantenimiento y gestión de sistemas de calefacción y refrigeración, la mejora energética de las plantas y la selección de las energías más adaptadas. En 2012, Dalkia contaba con 49.824 empleados y registró unos ingresos de 7.664 millones de euros (Francia 42%, Europa continental 24%, Europa del Sur 14,5%, Europa del Norte 8%, América del Norte 3%, China 1,5%, otros países 7% ).
En América del Norte, Veolia Energy cotizó bajo el nombre de Trigen Energy hasta febrero de 2011. Fue el mayor operador y desarrollador de sistemas eficientes de energía urbana (calefacción, refrigeración y cogeneración) en América del Norte, ubicado en diez ciudades importantes de Estados Unidos. También proporciona operaciones de instalaciones, gestión de energía y servicios de asesoramiento. El 30 de diciembre de 2019, Veolia vendió sus activos de energía urbana en EE. UU. a Antin Infrastructure Partners, que cambió el nombre de la empresa a Vicinity Energy.
En América Latina, Proactiva era una empresa conjunta al 50% formada en 1999 entre Veolia Environnement y Fomento de Construcciones y Contratas (FCC), hasta que Veolia compró el 50% restante a FCC en 2013. Como resultado de ello, Veolia posee ahora el 100% de Proactiva.

### Operaciones anteriores

#### Transporte
Transdev (anteriormente Veolia Transdev) se formó en 2011 a partir de la fusión de Veolia Transport con la antigua Transdev, filial de Caisse des Dépôts. Actualmente, Veolia posee el 30% de las acciones de la empresa.
Antes de la fusión, Veolia Transport era la división de transporte de Veolia. Originalmente formaba parte de CGEA, que fue adquirida en 1980, y la división de transporte pasó a llamarse Connex en 1999 y finalmente a Veolia Transport en 2005.
En el momento de la fusión, Veolia Transport registró unos ingresos de 7.863 millones de euros en 2011 (para 2010: Europa 83%, incluida Francia 37,1%, América del Norte 13,2%, Asia-Pacífico 3,7%). Empleaba a 101.798 personas. Colaboró con las autoridades públicas en el marco de asociaciones público-privadas para gestionar los sistemas de transporte público (autobuses, trenes, metros, transbordadores, etc.). El 6 de diciembre de 2011, Veolia Environment, con el objetivo de reducir su deuda y centrarse en sus negocios principales de agua, residuos y energía, anunció que al final venderá su participación en Veolia Transdev, en un plazo de dos años, cuando sus propias actividades comiencen a funcionar. han sido reorganizados. Tras este anuncio, la Caisse des Dépôts et Consignations, por su parte, reiteró oficialmente su compromiso con Veolia Transdev y su continuo apoyo como accionista al desarrollo del grupo.
A principios de 2012 se informó que Cube Infrastructure, un fondo controlado por el banco francés Natixis (Grupo BPCE), probablemente adquiriría aproximadamente la mitad de la participación de Veolia en Transdev. La Caisse des Dépôts se haría cargo de la otra mitad. Posteriormente, en octubre de 2012, esto se cambió y Caisse des Dépôts adquirió el 10% de las acciones de Veolia. Sin embargo, esto no se implementó. En diciembre de 2016, CDC finalmente compró el 20% de las acciones de Veolia. Como resultado, la participación de Veolia en la empresa se redujo al 30%. Este se vendió en enero de 2019, lo que marcó la salida de Veolia del sector del transporte.

## Información financiera
A 31 de diciembre de 2012, las acciones de Veolia Environnement estaban en manos de la siguiente manera: 9,3% de Caisse des Dépôts et Consignations (accionista principal), seguida por Groupe Industriel Marcel Dassault (6,3%), Groupama (5,42%), Velo Investissement (4,73%) , Électricité de France (4,22%), Veolia Medio Ambiente (2,73%). Los inversores públicos y otros institucionales el 67,3% restante.
Veolia emitió dos advertencias sobre sus beneficios en 2011 y anunció planes de abandonar la mitad de los 77 países en los que opera. Lanzó una venta de liquidación de activos por valor de 5.000 millones de euros (6.400 millones de dólares). La empresa y sus altos ejecutivos se enfrentaban a la perspectiva de una demanda colectiva en Estados Unidos en enero de 2012 por acusaciones de que habían hecho declaraciones "engañosas" entre 2007 y 2011 sobre su bienestar financiero. La empresa, que el Financial Times describió como "en dificultades", dijo que se había presentado una denuncia contra ella en Nueva York por violación de las leyes federales de valores de Estados Unidos. Las acciones de Veolia fueron las de peor comportamiento en el índice CAC 40 de Francia en 2011, cayendo un 60%.

## Responsabilidad social corporativa
Las actividades de desarrollo sostenible de la compañía son diversas. Porque opera en cuatro sectores con un impacto potencial enorme en el entorno, tanto los riesgos y las oportunidades presentaron por actividades de desarrollo sostenible son sustanciales. Los esfuerzos de sostenibilidad de la compañía son furthered por su Fundación e Instituto qué enfatizar innovación y búsqueda.

### La Fundación Veolia
La Fundación Veolia lleva a cabo actividades sin ánimo de lucro relacionadas con el desarrollo sostenible, desarrollo continuo profesional y la protección medioambiental en Francia y en el extranjero. La Fundación apoya proyectos a través de ayuda financiera y servicios proporcionados por sus empleados de forma voluntaria. También apoya operaciones de ayuda en emergencias en colaboración con organizaciones humanitarias.
Tras el 2010 terremoto de Haití, la Fundación Veolia entregó 30 toneladas de suministros de emergencia (principalmente unidades de tratamiento de agua) a través del transporte aéreo de la Cruz Roja Francesa. La Fundación Veolia también envió expertos para proporcionar agua a las víctimas del desastre.

### Institut Veolia
El Institut Veolia fue creado en 2001 para proporcionar ideas frente a retos globales tales como el cambio climático, urbanismo y varios asuntos económicos, sociales y culturales relacionados con el medio ambiente. El instituto está construido alrededor de un comité que aúna siete expertos y una red internacional de investigadores. Sus actividades incluyen la organización de conferencias y publicación de informes.